# Hunter of Stars
Hunter of Stars è il singolo di debutto del cantautore svizzero Sebalter, pubblicato il 2 dicembre 2013.
Ha rappresentato la Svizzera all'Eurovision Song Contest 2014, classificandosi al 13º posto nella finale dell'evento.

## Pubblicazione e composizione
Il brano è stato scritto e composto dallo stesso interprete interamente in lingua inglese.
Una prima traccia, della durata di 2:59 minuti, è stata pubblicata indipendentemente come singolo il 2 dicembre 2013 in formato digitale. Il lavoro definitivo, della durata di 3:06 minuti, è stato pubblicato invece il 23 marzo 2014 in formato CD e digitale.

## Tracce
Download digitale (1ª versione)
Testi e musiche di Sebastiano Paù-Lessi.
1. Hunter of Stars – 2:59

Download digitale (2ª versione)
Testi e musiche di Sebastiano Paù-Lessi.
1. Hunter of Stars – 3:06

## Classifiche
| Classifica (2014) | Posizione massima |
| ----------------- | ----------------- |
| Austria           | 48                |
| Germania          | 77                |
| Paesi Bassi       | 98                |
| Regno Unito       | 85                |
| Svizzera          | 6                 |